# Autoroute A-60 (Espagne)
Pour les articles homonymes, voir A60.
L'autoroute A-60 est une autoroute en projet qui va permettre de relier 2 grandes villes de Castille et Léon : Valladolid et Léon. 
Elle va suivre le tracé de la N-601 qu'elle va doubler par la même occasions.
Elle va permettre d'améliorer la communication entre ces 2 villes en décongestionnant la N-601 sans faire le détour par les autoroutes A-66, A-6 et A-62.
De plus elle va permettre de donner une alternative à l'axe Madrid -Asturies (Gijón,Avilés et Oviedo) en soulageant le trafic sur l'A-6 et l'A-66 jusqu'à Léon.

Une fois que la CL-601 (Ségovie - Valladolid) et l'A-60 seront construites on pourra rallier Madrid et Léon ainsi que les Asturies sans prendre les autoroutes A-6 et A-66 habituelles pour atteindre cette région du nord-ouest de l'Espagne depuis la capitale.

## Les sections
L'autoroute A-60 est divisée en plusieurs sections en projets et en constructions :
| Nom   | Section                             | État (2008)     | Longueur (km) |
| ----- | ----------------------------------- | --------------- | ------------- |
| A-67  | Valladolid - Aéroport de Villanubla | En construction | 16,6 km       |
| N-601 | Aéroport de Villanubla - Léon       | En projet       | 120 km        |

## Tracé
- L'A-60 est en cours de construction jusqu'à l'aéroport de Valladolid à hauteur de Villanubla où elle va doubler peu à peu la N-601.
- Elle va continuer vers le nord jusqu'à Medina de Rioseco où elle va bifurquer avec la future A-65 (Palencia - Benavente).
- Elle va croiser l'A-231 (Léon - Burgos) au sud de la Province de León avant d'arriver dans l'agglomération pour se connecter à la LE-30 (Rocade sud de Léon) et la LE-12 (Pénétrante sud-est de Léon).

## Référence
- Nomenclature